# Belinda
Belinda (također Uran XIV) je prirodni satelit planeta Uran, iz grupe manjih unutarnjih pravilnih satelita, s oko 81 kilometar u promjeru i orbitalnim periodom od 14 sati i 58,6 minuta.